# 黄桃の育種増殖法事件
黄桃の育種増殖法事件（おうとうのいくしゅぞうしょくほうじけん）または倉方黄桃育種増殖法事件は、「植物の新品種を育種し増殖する方法」の特許性について日本の最高裁判所で争われた事件である。

## 経緯
- 1977年（昭和52年）10月24日 - 「桃の新品種黄桃の育種増殖法」とする特許出願がなされる。
- 1984年（昭和59年）8月22日 - 出願公告がされる。
- 1988年（昭和63年）9月28日 - 設定登録がなされる。
- 1989年（平成元年）9月18日 - 無効審判が請求される。
- 1991年（平成3年）12月16日 - 審判請求が成り立たない旨の審決がなされる。
- 1997年（平成9年）8月7日 - 審決取消訴訟の取消事由はすべて認められないとして請求が棄却される。

　その後、原告が上告したが、上告が棄却された。
また、出願当時に当業者が本件黄桃の親品種である晩黄桃を入手することが可能であったが、平成7年には原木が所在不明になっている。
特許権者は1995年2月4日に死去したため、相続により特許権が承継されている。

## 判決
「特許法2条1項にいう「自然法則を利用した」発明であるためには、当業者がそれを反復実施することにより同一結果を得られること、すなわち、反復可能性のあることが必要である」が、「この反復可能性は、「植物の新品種を育種し増殖する方法」に係る発明の育種過程に関しては、その特性にかんがみ、科学的にその植物を再現することが当業者において可能であれば足り、その確率が高いことを要しないものと解するのが相当である」とした。
また、「発明の反復可能性は、特許出願当時にあれば足りるから、その後親品種である晩黄桃が所在不明になったことは、右判断を左右するものではない」と判断された。

## その他
この判決は、植物の育種という技術分野の特殊性を考慮したものであり、解析装置についての発明に射程が及ぶものでないと判示した判決がある。
発明該当性を争った最高裁判例としては、他に原子力エネルギー発生装置事件や獣医用組成物事件などがある。